# 1880年共和党全国大会
1880共和党全国大会于1880年6月2至8日在美国伊利诺伊州芝加哥的州际博览会大厦举行，与会代表最终选择来自俄亥俄州的联邦众议员詹姆斯·艾布拉姆·加菲尔德和来自纽约州的切斯特·艾伦·阿瑟分别作为共和党参与1880年总统大选的总统和副总统候选人。
大会上共有14人竞争共和党总统候选人提名，其中最具实力的3位分别是尤利西斯·辛普森·格兰特、詹姆斯·G·布莱恩和约翰·舍曼。格兰特曾于1869至1877年担任两届总统，有意史无前例地第三次入主白宫。共和党强硬派支持格兰特，还支持政治机器，提倡在人员任命上优先照顾党派利益。布莱恩是缅因州联邦参议员和前联邦众议员，拥有温和派共和党人的支持。:21舍曼当时是拉瑟福德·伯查德·海斯总统手下的财政部长，还曾是俄亥俄州联邦众议员，他的哥哥是内战将军威廉·特库姆塞·舍曼。既不属强硬派、又不属温和派的与会代表支持舍曼。:21
舍曼在首轮投票中只得到93票，格兰特和布莱恩分别有304和285票。由于候选人都远未达到胜出所需票数，大会继续投票，但连续经过35轮投票后仍然未能决出胜负，最终布莱恩和舍曼的支持者转为支持新的“黑马”候选人詹姆斯·艾布拉姆·加菲尔德，后者以399票赢得提名，比格兰特多93票。:120–121强硬派共和党人切斯特·艾伦·阿瑟以468票支持获选为加菲尔德的竞选搭档，有史以来耗时最长的共和党全国大会随后休会。加菲尔德和阿瑟最终在普选中以微弱优势战胜民主党对手温菲尔德·斯科特·汉考克和威廉·海登·英格利希。:221

## 背景
拉瑟福德·伯查德·海斯担任美国总统期间，共和党内部局势变得非常紧张。海斯在任命政府官员时没有优先照顾北方的共和党人，将多个职位送给了南方民主党人。:46他的做法在党内引起强烈反弹，纽约的罗斯科·康克林（Roscoe Conkling）和缅因州的詹姆斯··布莱恩都严厉批评总统。海斯明白自己基本无望赢得1880年大选，所以根本就没有寻求连任。:18共和党内的两大敌对派系（强硬派和温和派）都热切期待着1880年总统大选的到来:19。

### 尤利西斯·辛普森·格兰特

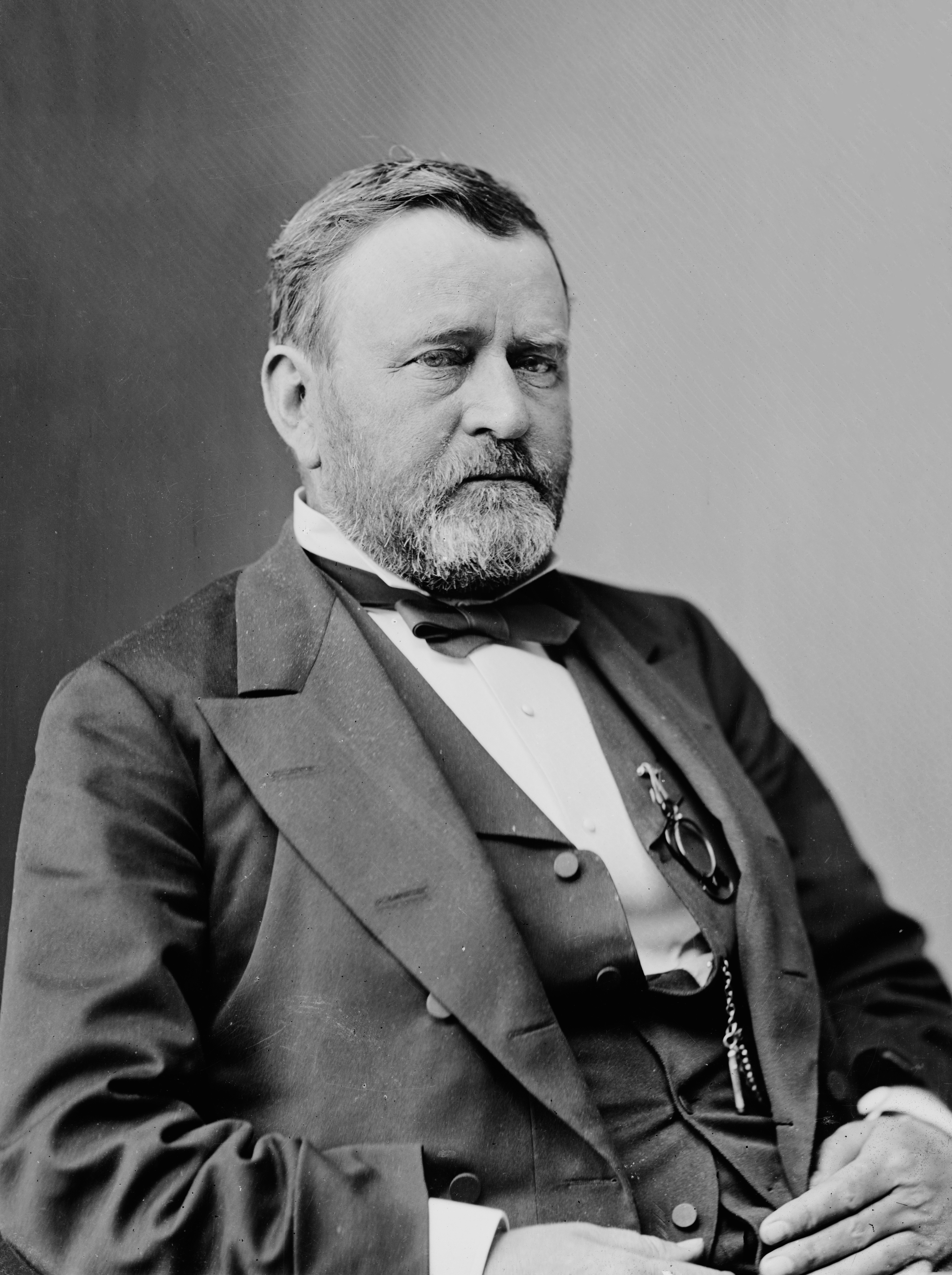
尤利西斯·辛普森·格兰特，摄于19世纪70年代。

1877年，尤利西斯·辛普森·格兰特的第二个总统任期接近尾声时，共和党主控的国会建议格兰特不要再次竞选连任:44。从当时的情况看，格兰特对此并不介意，他还告诉夫人朱莉娅（Julia）：“我不想在这儿（指白宫）再待4年，我觉得会受不了。”。离开白宫后，格兰特夫妇决定动用8万5000美元的积蓄环游世界:42。《纽约先驱报》（New York Herald）传记作家杨约翰跟随前总统夫妇一齐上路，记录他们在世界各地的所见所闻，之后还汇集成书《与格兰特将军环游世界》（Around the World with General Grant）出版:40。在杨的眼中，格兰特的人气一路上扬，他在到达东京都和北京市时都受到隆重接待:43。
海耶淡出视野后，共和党人感到，美国选民期待有强人入主白宫，格兰特提前回国，希望赢得第3个总统任期:46–47。格兰特拥有强硬派的支持，被称为取代白宫中那个“稻草人”的“钢铁人”，这让他对赢得共和党提名非常有信心。强硬派共和党领袖罗斯科·康克林和宾夕法尼亚州的詹姆斯·唐纳德·卡梅隆（James Donald Cameron），以及伊利诺伊州的约翰·亚历山大·洛根（John Alexander Logan）组成“政治铁三角”，为格兰特重返白宫四处竞选拜票:33–34。如果格兰特胜出，以康克林为首的一众强硬派共和党人会在白宫拥有很大影响:19。格兰特也知道，强硬派共和党领袖会将各州团结起来，确保他赢得选举。康克林对格兰特赢得提名信心十足，他甚至说：“除了上帝显灵以外，无论发生什么事情，格兰特都会得到提名。”格兰特的助手亚当·巴德乌（Adam Badeau）称，前总统变得“非常急于获得提名”，而且也不觉得会有什么导致自己未能胜出的意外出现。

## 余波
| 总统候选人               | 政党     | 出身         | 普选票    | 普选票   | 选举人票 | 竞选伙伴             | 竞选伙伴   | 竞选伙伴 |
| 总统候选人               | 政党     | 出身         | 数目      | 比例     | 选举人票 | 副总统候选人         | 出身       | 选举人票 |
| ------------------------ | -------- | ------------ | --------- | -------- | -------- | -------------------- | ---------- | -------- |
| 詹姆斯·艾布拉姆·加菲尔德 | 共和党   | 俄亥俄州     | 4,446,158 | 48.3%    | 214      | 切斯特·艾伦·阿瑟     | 纽约州     | 214      |
| 温菲尔德·汉考克          | 民主党   | 宾夕法尼亚州 | 4,444,260 | 48.3%    | 155      | 威廉·英格利希        | 印第安纳州 | 155      |
| 詹姆斯·B·韦弗            | 绿背党   | 艾奥瓦州     | 305,997   | 3.3%     | 0        | 巴西莱·杰弗森·钱伯斯 | 德克萨斯州 | 0        |
| 尼尔·道                  | 禁酒党   | 缅因州       | 10,305    | 0.1%     | 0        | 亨利·亚当斯·汤普森   | 俄亥俄州   | 0        |
| 约翰·W·菲尔普斯          | 美国人党 | 佛蒙特州     | 707       | 0.0%     | 0        | 塞缪尔·波默罗伊      | 堪薩斯州   | 0        |
| 其他                     | 其他     | 其他         | 3,631     | 0.0%     | —        | 其他                 | 其他       | —        |
| 总计                     | 总计     | 总计         | 9,211,051 | 100%     | 369      |                      |            | 369      |
| 获胜需要                 | 获胜需要 | 获胜需要     | 获胜需要  | 获胜需要 | 185      |                      |            | 185      |